# Naso hexacanthus
Naso hexacanthus és una espècie de peix pertanyent a la família dels acantúrids.

## Descripció
- Pot arribar a fer 75 cm de llargària màxima (normalment, en fa 50).
- Cos gairebé fusiforme, de grisenc a marró verdós (més pàl·lid a la part inferior).
- Pell granulada o vellutada.
- Dents petites, primes, molt juntes i punxegudes.
- 6 espines i 27-29 radis tous a l'aleta dorsal i 2 espines i 27-30 radis tous a l'anal.[3][4][5]

## Alimentació
Menja zooplàncton (com ara, larves de crancs, quetògnats, urocordats, etc.) i, de tant en tant, algues.

## Depredadors
A les illes Hawaii és depredat per Aprion virescens.

## Hàbitat
És un peix marí i d'aigua salabrosa, associat als esculls i de clima tropical (25 °C-28 °C; 24°N-32°S, 30°E-145°W) que viu entre 6 i 150 m de fondària (normalment, entre 10 i 137).

## Distribució geogràfica
Es troba des del mar Roig i l'Àfrica oriental (incloent-hi les illes Mascarenyes) fins a les illes Hawaii, les illes Marqueses, el sud del Japó i l'illa de Lord Howe.

## Costums
És bentopelàgic i principalment diürn.

## Observacions
És inofensiu per als humans i gens verinós.